# Division d'Honneur 1933-1934 (Lussemburgo)
La Division d'Honneur 1933-1934 è stata la 24ª edizione del massimo campionato lussemburghese di calcio. La stagione è iniziata il 27 agosto 1933 ed è terminata il 17 dicembre 1933. La squadra CA Spora Luxembourg ha vinto il titolo per la quarta volta nella sua storia.

## Formula
2 punti alla vittoria, un punto al pareggio, nessun punto alla sconfitta.
Le 8 squadre partecipanti si affrontano in un girone di andata e ritorno, per un totale di 14 giornate.

Le ultime due classificate retrocedono direttamente in Promotion.

## Classifica finale
|                        | Pos. | Squadra                  | Pt | G  | V  | N | P | GF | GS | DR  |
| ---------------------- | ---- | ------------------------ | -- | -- | -- | - | - | -- | -- | --- |
| Lussemburgo (bandiera) | 1.   | Spora Luxembourg         | 23 | 14 | 11 | 1 | 2 | 43 | 21 | +22 |
|                        | 2.   | Red Boys Differdange     | 18 | 14 | 8  | 2 | 4 | 43 | 23 | +20 |
|                        | 3.   | US Dudelange             | 14 | 14 | 5  | 4 | 5 | 37 | 29 | +8  |
|                        | 4.   | Union Luxembourg         | 13 | 14 | 5  | 3 | 6 | 19 | 28 | -9  |
|                        | 5.   | Jeunesse Esch            | 13 | 14 | 4  | 5 | 5 | 21 | 33 | -12 |
|                        | 6.   | Progrès Niedercorn       | 12 | 14 | 4  | 4 | 6 | 22 | 23 | -1  |
|                        | 7.   | The National Schifflange | 11 | 14 | 2  | 7 | 5 | 18 | 27 | -9  |
|                        | 8.   | Fola Esch                | 8  | 14 | 3  | 2 | 9 | 14 | 33 | -19 |

Legenda:

      Campione del Lussemburgo 1933-1934

      Retrocesse in 1. Division 1934-1935

### Calendario
| Andata (1ª)  | Andata (1ª) | Prima giornata           | Ritorno (8ª) | Ritorno (8ª) |
|              |             |                          |              |              |
| 27 ago. 1933 | 2-3         | Fola-Spora               | 1-2          | 22 ott. 1933 |
| 27 ago. 1933 | 0-5         | National-Red Boys        | 3-3          | 3 dic. 1933  |
| 27 ago. 1933 | 5-0         | Niedercorn-Jeunesse Esch | 1-3          | 22 ott. 1933 |
| 27 ago. 1933 | 1-0         | Union-US Dudelange       | 0-5          | 22 ott. 1933 |

| Andata (2ª) | Andata (2ª) | Seconda giornata      | Ritorno (9ª) | Ritorno (9ª) |
|             |             |                       |              |              |
| 3 set. 1933 | 2-1         | Jeunesse Esch-Union   | 1-1          | 29 ott. 1933 |
| 3 set. 1933 | 2-2         | National-US Dudelange | 1-1          | 29 ott. 1933 |
| 3 set. 1933 | 0-0         | Niedercorn-Fola       | 1-2          | 29 ott. 1933 |
| 3 set. 1933 | 4-2         | Spora-Red Boys        | 1-4          | 29 ott. 1933 |

| Andata (3ª)  | Andata (3ª) | Terza giornata         | Ritorno (10ª) | Ritorno (10ª) |
|              |             |                        |               |               |
| 10 set. 1933 | 2-2         | Jeunesse Esch-Red Boys | 1-6           | 12 nov. 1933  |
| 10 set. 1933 | 0-4         | Niedercorn-Spora       | 2-1           | 12 nov. 1933  |
| 10 set. 1933 | 1-0         | Union-National         | 2-2           | 12 nov. 1933  |
| 10 set. 1933 | 11-1        | US Dudelange-Fola      | 3-1           | 12 nov. 1933  |

| Andata (4ª)  | Andata (4ª) | Quarta giornata            | Ritorno (11ª) | Ritorno (11ª) |
|              |             |                            |               |               |
| 17 set. 1933 | 1-0         | Fola-National              | 0-4           | 19 nov. 1933  |
| 17 set. 1933 | 3-1         | Red Boys-Niedercorn        | 2-3           | 19 nov. 1933  |
| 17 set. 1933 | 2-1         | Spora-Union                | 3-2           | 19 nov. 1933  |
| 17 set. 1933 | 5-1         | US Dudelange-Jeunesse Esch | 1-1           | 19 nov. 1933  |

| Andata (5ª) | Andata (5ª) | Quinta giornata         | Ritorno (12ª) | Ritorno (12ª) |
|             |             |                         |               |               |
| 1 ott. 1933 | 2-1         | Jeunesse Esch-Fola      | 0-0           | 10 dic. 1933  |
| 1 ott. 1933 | 1-1         | National-Spora          | 0-6           | 10 dic. 1933  |
| 1 ott. 1933 | 5-0         | Niedercorn-US Dudelange | 1-1           | 10 dic. 1933  |
| 1 ott. 1933 | 0-4         | Union-Red Boys          | 0-4           | 10 dic. 1933  |

| Andata (6ª) | Andata (6ª) | Sesta giornata        | Ritorno (13ª) | Ritorno (13ª) |
|             |             |                       |               |               |
| 8 ott. 1933 | 2-3         | Fola-Union            | 0-1           | 17 dic. 1933  |
| 8 ott. 1933 | 1-0         | National-Niedercorn   | 0-0           | 17 dic. 1933  |
| 8 ott. 1933 | 2-1         | Red Boys-US Dudelange | 3-4           | 17 dic. 1933  |
| 8 ott. 1933 | 3-2         | Spora-Jeunesse Esch   | 3-1           | 17 dic. 1933  |

| Andata (7ª) | Andata (7ª) | Settima giornata       | Ritorno (14ª) | Ritorno (14ª) |
|             |             |                        |               |               |
| 9 ott. 1932 | 1-1         | Jeunesse Esch-National | 4-3           | 26 nov. 1933  |
| 9 ott. 1932 | 3-1         | Red Boys-Fola          | 0-2           | 26 nov. 1933  |
| 9 ott. 1932 | 5-2         | Union-Niedercorn       | 1-1           | 26 nov. 1933  |
| 9 ott. 1932 | 1-6         | US Dudelange-Spora     | 2-4           | 26 nov. 1933  |